# Mount Coley
Mount Coley är ett berg i Antarktis. Det ligger i Östantarktis. Australien gör anspråk på området. Toppen på Mount Coley är 2 570 meter över havet.
Terrängen runt Mount Coley är kuperad åt sydväst, men åt nordost är den bergig. Trakten är obefolkad. Det finns inga samhällen i närheten.